# Опасная любовь
«Опасная любовь» (англ. The Danger of Love: The Carolyn Warmus Story, фр. Jalousie criminelle, исп. Amor peligroso) — американский триллер 1992 года.

## Сюжет
Фильм основан на реальных событиях. Учитель из Нью-Йорка Майкл Карлин заводит роман с гораздо более молодой учительницей Каролин. Внезапно убивают его жену, и, из-за несостыковок в алиби, все подозрения падают на Майкла.

## В ролях
| Актёр            | Роль                  |
| ---------------- | --------------------- |
| Джо Пенни        | Майкл Карлин          |
| Дженни Робертсон | Каролин Вармус        |
| Ричард Льюис     | Эдвард Сандерс        |
| Сидни Уолш       | Никки                 |
| Дебора Бенсон    | Мэри Энн Карлин       |
| Роберт Надир     |                       |
| Файруза Балк     | Лиза                  |
| Джозеф Болонья   | детектив Джон Поллина |
| Грегг Лафридж    |                       |
| Криша Фэйрчайлд  |                       |